# Valle de Zamanzas
Valle de Zamanzas es un municipio de España, en la provincia de Burgos, comunidad autónoma de Castilla y León. Tiene un área de 19,27 km² con una población de 45 habitantes y una densidad de 2,34 hab/km².
La capitalidad del municipio reside en la población de Gallejones.

## Historia
Valle en el Bastón de Laredo, jurisdicción de señorío del Marquesado de Cilleruelo ejercida por el duque de Frías, quien nombraba sus regidores pedáneos. Formado por 6 lugares todos de señorío: Aylanes, Barrio la Cuesta, Báscones, Gallejones, Robredo y Villanueva Rampalay.
Hay muy poca documentación medieval que haga referencia a los pueblos de este valle, que en tiempos altomedievales se encontraba en los límites territoriales de los alfoces de Arreba y Siero. Los nombres de algunos de estos pueblos, como Ailanes o Gallejones, así como el nombre del alfoz de Siero, sugieren la posibilidad de que fueran poblados por foramontanos procedentes de Asturias. Foramontanos también eran los vascones que poblarían el lugar en el que tuvo su origen el pueblo de Báscones. Sin embargo, no son más que conjeturas.
A la caída del Antiguo Régimen se constituye en municipio, en el partido de Sedano, provincia de Cantabria, posteriormente se cambió el nombre por el de Santander, su capital. En el siglo XIX el valle, junto a otros territorios pasaron a incorporarse a la provincia de Burgos, perteneciente a la región de Castilla la Vieja. En el censo de la matrícula catastral contaba con 200 hogares y 63 vecinos.
El municipio crece al incorporar a Báscones de Zamanzas.
“Valde Sant Manças” o “Ualde Samanços”
De estas dos formas aparece escrito el nombre de este recóndito valle en el libro Becerro de las Behetrías de mediados del siglo XIV. Una oscura etimología acompaña al no menos oscuro origen de los pueblos que se asientan en las abruptas laderas de este estrecho valle. Hay quien sospecha que el nombre de este valle está relacionado con el mártir portugués San Mancio, cuyas reliquias, según la tradición, fueron trasladadas desde Évora a Castilla, concretamente a un pueblo, próximo a Medina de Rioseco, que tomó de este santo su nombre: Villanueva de San Mancio.

### Segunda República
| C | Lugar                                              | Fecha                                | Apellidos y nombre       | Edad | Natural de          | Domiciliado en      | Profesión | Estado civil |
| - | -------------------------------------------------- | ------------------------------------ | ------------------------ | ---- | ------------------- | ------------------- | --------- | ------------ |
| D |                                                    |                                      | González, Gonzalo        |      |                     | Aylanes             | Médico    |              |
| P | Valdenoceda                                        | 22/12/1939                           | Ruiz de Diego, Guillermo |      | Escalada            | Aylanes             | Labrador  |              |
|   | Batallón Stalin de las JSU del Ejército de Euzkadi | 17/05/1937                           | González Gallo, Marcos   | 41   | Barrio la Cuesta    | Barrio la Cuesta    |           |              |
| E | Ciriego                                            | 11-12/03/1938                        | Díez Estrada, Serafín    | 25   | Gallejones          | Gallejones          | Labrador  | S            |
| D |                                                    | Detenido por falangistas: enero 1937 | Fernández Díaz, Agustín  | 65   | Gallejones          | Gallejones          |           |              |
| D |                                                    |                                      | Gallo, Joaquín           |      | Gallejones          | Gallejones          |           |              |
| P | Gusen (Austria)                                    | 16/11/41                             | Ruiz de la Peña, Vidal   |      | Villanueva-Rampalay | Villanueva-Rampalay |           |              |

## Demografía
Valle de Zamanzas cuenta con una población de 45 habitantes (INE 2024).
| Gráfica de evolución demográfica de Valle de Zamanzas entre 1842 y 2021 |
| |
| Población de derecho según los censos de población del INE. Población de hecho según los censos de población del INE.Entre el censo de 1857 y el anterior, crece el término del municipio porque incorpora a Bascones de Zamanzas. |